# Stazione di Chambave
Stazione di Chambave vasútállomás Olaszországban, Valle d’Aosta régióban, Chambave településen.

## Vasútvonalak
Az állomást az alábbi vasútvonalak érintik:
- Chivasso-Ivrea-Aosta-vasútvonal

## Kapcsolódó állomások
A vasútállomáshoz az alábbi állomások vannak a legközelebb: 
- Stazione di Châtillon-Saint-Vincent
- Stazione di Nus